# ISO/IEC 7812
ISO/IEC 7812 Identifikační karty – Identifikace vydavatelů je mezinárodní standard vydávaný Mezinárodní organizací pro normalizaci (ISO) společně s Mezinárodní elektrotechnickou komisí (IEC). Norma určuje „systém číslování pro identifikaci vydavatelů karet, formát identifikačního čísla vydavatele (IIN), primárního čísla účtu (PAN)“
a postupy pro registraci IIN.
Poprvé byla norma vydána v roce 1989.
ISO/IEC 7812 má dvě části:
- Část 1: Systém číslování
- Část 2: Podávání žádostí a registrace

Registrační autoritou pro identifikační čísla emitenta (IIN) je Americká bankovní asociace.
IIN má aktuálně šest číslic. Vedoucí číslice je hlavní průmyslový identifikátor (MII, z anglického major industry identifier), následuje pět (v budoucnu sedm) číslic, které dohromady tvoří IIN.
Revize standardu z roku 2017 definuje nové osmimístné IIN a nastiňuje časovou osu pro převod stávajících šestimístných IIN na osmimístné IIN.

## Identifikátor hlavního odvětví MII
První (přední) číslice IIN identifikuje hlavní odvětví vydavatele karty.
| MII číslice | Kategorie vydavatele                                              |
| ----------- | ----------------------------------------------------------------- |
| 0           | ISO/TC 68 a další přiřazení v odvětví                             |
| 1           | Letecké společnosti                                               |
| 2           | Letecké společnosti, finanční a další přiřazení v odvětví         |
| 3           | Cestování a zábava                                                |
| 4           | Bankovnictví a finance                                            |
| 5           | Bankovnictví a finance                                            |
| 6           | Merchandising a bankovnictví/finančnictví                         |
| 7           | Ropný průmysl a další budoucí přiřazení v odvětví                 |
| 8           | Zdravotnictví, telekomunikace a další budoucí přiřazení v odvětví |
| 9           | Pro zadání národními normalizačními orgány                        |

MII číslo 9 bylo přiděleno národním normalizačním orgánům pro národní použití. První číslice je 9 následovaná třímístným číselným kódem země z ISO 3166-1. Národní systémy číslování jsou spravovány národními normalizačními orgány, které jsou členy ISO.